# Ballet Shoes (pel·lícula)
Ballet Shoes és una pel·lícula per a televisió basada en la novel·la de Noel Streatfeild Ballet Shoes, adaptada per Heidi Thomas. La pel·lícula es va estrenar el 26 de desembre de 2007 (Boxing Day en el Regne Unit) per la BBC One.
Anteriorment va haver-hi una pel·lícula de Ballet Shoes. El 1975 la BBC va crear una versió dirigida per Timothy Blegui. En la pel·lícula participen algunes estrelles de la saga de Harry Potter com Emma Watson (Pauline Fòssil), Gemma Jones (Dr. Jakes), i Richard Griffiths (professor Gum).

## Argument
Després de la pèrdua dels seus pares, Sylvia Brown arriba a Londres amb la seva cuidadora Nana, per viure amb el seu únic parent, el Professor Gum. Gum és un paleontòleg i sempre està de viatge per a recollir fòssils, però envia cartes i regals a Sylvia i ella aprèn a estimar-lo.
Anys més tard, quan Sylvia ja s'ha fet adult, Professor Gum va retornar d'un dels seus viatges amb una nena òrfena,que havia rescatat del Titanic després que els seus pares s'ofeguessin quan el vaixell va xocar contra l'iceberg. Gum (Richard Griffiths) va adoptar llavors aquesta nena i la va anomenar Pauline Fossil (Emma Watson). Dos anys més tard, al tornar Gum d'un altre viatge, va portar una altra nena que s'havia quedat orfe. Es deia Petrova, era russa, i els seus pares van morir assassinats. El 1923, Gum va adoptar un tercer nadó, Posy, la qual la va enviar juntament amb unes sabatilles de ballet que eren de la seva mare. A més, Gum també va enviar collarets per a les tres nenes. En una carta, Gum explicava que el pare de Posy havia mort i la seva mare no tenia temps per cuidar la seva filla. També va deixar a Sylvia diners suficients per viure durant cinc anys perqué així no tinguessin problemes econòmics. Aquesta carta va ser la última informació que va rebre la família sobre Gum.
Durant la Gran Depressió, Pauline i Petrova van anar a l'escola a Cromwell House, però Sylvia no es podia permetre el luxe d'hi enviar també Posy. A mesura que els diners de Gum s'acababen, Sylvia va acabar traient Pauline i Petrova de l'escola. A l'esgotar-se els diners per complet, la solució que van prendre va ser llogar quatre habitacions de la casa: la primera a Theo Dane, una professora de ball poc pràctica, la segona a John Simpson, un mecànic de cotxes, i la tercera i la cuarta a la doctora Smith i la doctora. Jakes, catedràtiques jubilades.
Pauline, Petrova i Posy es van inspirar en les professores amb la idea de «posar els seus noms en els llibres d'història», i així donar un servei al seu país. Les tres germanes es van comprometre a fer això, i repetian aquesta promesa a cada Nadal i a cada aniversari.
Theo va parlar amb Sylvia perqué deixes anar les tres germanes Fossil a l'Acadèmia de Ball i Formació en Arts Escèniques on ella treballava, però Sylvia i Nana no van acceptar aquesta proposta. Després d'una dura negociació i amb l'ajuda de Smith i Jakes, les dues van acceptar, ja que els agradava la idea que les nenes aprenguessin a guanyar-se la vida. Mentrestant, Smith i Jakes comencen a donar-li classes a Pauline, Petrova i Posy. Amb el temps les noies van ser molt ocupades. Aviat Pauline tenia l'edat suficient per actuar i audicionar per al paper d'Alícia en Alícia al país de les meravelles. A canvi dels seus collarets el Sr. Simpson les va prestar diners perqué es poguessin comprar un vestit per audicionar. Pauline llavors va fer l'audició maravellosament, la van agafar i va poder-li retornar els diners que havia prestat. Per ajudar a mantenir la casa, Pauline dona diners a Sylvia, però això va durar només una temporada, ja que Pauline va perdre el paper d'Alícia perqué se li va pujar al cap i aquest va a passar a ser de Winifred, la seva suplent que havia tratat malament.
Posy, pasa a donar clases amb Madame Fidolia, la propietaria de l'escola, la qual és molt talentosa en el ballet. Madame Fidolia, com que veu que Posy té un talent innat, decideix que solament vol que aprengui l'art del ballet clàssic. No obstant això Petrova odia ballar i hauria preferit treballar amb els cotxes i volar avions. Ella i el Sr. Simpson arriben a ser molt bons amics.
Sylvia s'enamora de senyor Simpson. Però té malament els pulmons i la seva salut comença a empitjorar. Petrova és l'única que es preocupa per ella.
Petrova i Pauline audicionen per als papers de fades en Somni d'una nit d'estiu. Petrova ho fa molt malament, però està compromesa, ja que ningú més s'ha presentat per al seu paper. Petrova no li agrada actuar i no li van ve els assajos, però ella ho fa pels diners. En canvi a Pauline li va tot molt bé, i al acabar les funcions de Somni d'una nit d'estiu vol presentar-se a més audicions, però Petrova no vol presentar-se amb ella.
Les germanes Fossil i Sylvia decideixen anar de càmping perquè així els pulmons de Sylvia rebessin una mica d'aire fresc. Llavors Sr. Simpson ve de cop a dir a Pauline que té una audició per a una pel·lícula, Carles a l'exili. Agafen Pauline per a treballar, però es troba que actuar en una pel·lícula és difícil i no li agrada. Després de la filmació, Pauline i Petrova actuen en una pantomima de Ventafocs. Fins i tot amb els diners de la pel·lícula i l'obra de teatre, Sylvia no es pot permetre el luxe de mantenir la casa, i decideix vendre-l.
Madame Fidolia porta a veure Posy el ballet de Valentin Manoff. Posy vol anar a la seva escola de ballet a Txecoslovàquia. Durant el ballet Madame Fidolia té un vessament cerebral i queda paralitzada. Posy queda totalment enfonsada, ja que lamenta que no podrà donar més classes i malgastarà el seu talent. Mentrestant, Carles a l'Exili és un èxit i Pauline esdevé una estrella en potencia. A ella li ofereixen un contracte per cinc anys a Hollywood, però vacil·la davant la decisió.
Posy fuig cap el ballet de Manoff. Ella balla per a ell i Manoff ofereix ensenyar-li. Pauline decideix signar el contracte perquè Posy pugui anar a Txecoslovàquia amb la Nana, i Sylvia s'anés a Hollywood amb ella. Inesperadament, Gum torna sa i estalvi. Està d'acord a ensenyar a volar avions Petrova. La pel·lícula acaba amb Pauline i Posy prometent aconseguir que Petrova surti en els llibres d'història, mentre que Petrova vola sobre les noces de Silvya i el Sr. Simpson.

## Repartiment
| Actor o actriu    | Personatge           |
| ----------------- | -------------------- |
| Emilia Fox        | Sylvia Brown         |
| Victoria Wood     | Nana                 |
| Emma Watson       | Pauline Fossil       |
| Lucy Boynton      | Posy Fossil          |
| Yasmin Paige      | Petrova Fossil       |
| Richard Griffiths | Oncle Matthew (Gum)  |
| Marc Warren       | Mr. Simpson          |
| Lucy Cohu         | Theo Danes           |
| Harriet Walter    | Dr. Smith            |
| Gemma Jones       | Dr. Jakes            |
| Eileen Atkins     | Madame Fidolia       |
| Heather Nicol     | Winifred Bagnall     |
| Mary Stockley     | Miss Jay             |
| Peter Bowles      | Sir Donald Houghton  |
| Skye Bennett      | Sylvia Brown (young) |
| Don Gallagher     | Mr French            |

## Producció
En una nota de premsa al juliol del 2007 es va anunciar que la pel·lícula es començaria a rodar l'agost d'aquell mateix any. El guionista i el productor Heidi Thomas van anomerar al guió "murderous".
Tan Victoria Wood com Thomas van descriure la novel·la de Noel Streatfeild com un tresor que s'havia preservat durant molt de temps. El productor Piers Wenger, va relacionar la pel·lícula al culte actual televisiu dels espectacles de talent show, i va dir que "és un gran antídot a la idea de fama per fama".

## Emissió i venda
La pel·lícula va sortir a la venda en DVD a la regió 2 d'Europa el 7 de gener de 2008. El 26 d'agost del 2008, Ballet Shoes va ser emessa en teatres limitats dels EUA, i va sortir en DVD a la regió 1 de Nord-amèrica el 2 de setembre de 2008.

## Diferències amb el llibre
- En la pel·lícula, Winifred Bagnall sembla bastant arrogant perquè ella és la "millor alumne integral" a l'acadèmia, i la malaltia del seu pare, així com el seu estat financer magre es suggereix només unes poques vegades. En el llibre, Winifred és molt menys presumptuósa i es descobreix molt aviat que Winifred és ambiciósa perquè la malaltia del seu pare és la causa dels problemes financers de la seva família, deixant-la com la major de sis fills per ajudar a mantenir la seva família.
- En la pel·lícula és suggereix que Winifred substitueixi a Pauline com a Alicia, sent a aquesta acomiadada. En el llibre Winifred substitueix a Pauline per només una nit, i es mostra simplement que no és indispensable després que la seva actitud, la qual se li escapa de les mans.
- En la pel·lícula el Sr. Simpson és un senyor vidu que s'enamora de Sylvia. En el llibre de la seva esposa està viva i no té cap romanç Sylvia.
- Posy es fa més antipàtica en la pel·lícula, ella sap que Madame està paralitica de per vida, només es preocupa per si mateixa. En el llibre que actua de forma egoista, perquè els que l'envolten han restat importància a la malaltia Madame, deixant a Posy sentir-se abandonada per una malaltia trivial.
- En el llibre, Pauline i Petrova protagonitzen el musical de l'acadèmia mentre en la pel·lícula, no ho fan.
- En el llibre, Sylvia i la seva mare es van mudar amb Gum després de la mort del seu pare. Quan Sylvia tenia 16 es va quedar orfe amb la mort de la seva mare. En la pel·lícula, els pares de Sylvia tots dos moren junts.
- En el llibre, Gum estava feliç de tenir Sylvia visquent amb ell, mentre que en la pel·lícula es va mostrar reticent a tenir la seva neboda vivint amb ell.
- En el llibre, quan el Dr. Smith i el Dr. Jakes volen donar a les germanes Fossil una educació, Sylvia pensa que no és pràctic per a les nenes que vagin a l'Acadèmia de Ball i Formació en Arts Escèniques. En la pel·lícula, Sylvia diu que els diners és la raó per la qual ella no vol Pauline, Petrova i Posy vagin a l'Acadèmia de Ball i Formació en Arts Escèniques.
- En el llibre, Nana creu que és una bona idea per a les nenes assisteixin a l'Acadèmia de Ball i Formació en Arts Escèniques, mentre que en la pel·lícula ella està d'acord amb Sylvia que seria poc pràctic per a les nenes.
- En el llibre, Sylvia és el que li posa el nom a Pauline mentre que en la pel·lícula es Gum qui li posa el nom.
- En la pel·lícula Petrova ve amb el seu nom, mentre que en el llibre de Sylvia és la que tria el nom de Petrova.
- En el llibre el pare biològic de Posy mor abans que neixi. En la pel·lícula el pare biològic de Posy mai s'esmenta.
- En el llibre, Gum es retira de la recerca de fòssils després que li amputin la cama per un accident d'escalada, i després és quan decideix viatjar pel món. En la pel·lícula Gum té una cama de fusta tot el temps i encara segueix a la caça de fòssils.
- En el llibre de Sylvia ensenya a Posy i el Dr. Jakes i el Dr. Smith ensenyen Pauline i Petrova. En la pel·lícula Dr. Jakes i el Dr. Smith ensenyen les germanes Fossil al mateix temps.
- A la pel·lícula Gum envia les germanes Fossil els seus collarets amb sabatilles de ballet del Posy juntament amb Posy. En el llibre les noies tenen els seus collarets després de l'arribada de Posy.